# Xã Howard, Quận Meade, South Dakota
Xã Howard (tiếng Anh: Howard Township) là một xã thuộc quận Meade, tiểu bang Nam Dakota, Hoa Kỳ. Năm 2010, dân số của xã này là 12 người.